# Sergent Laterreur
Cet article concerne la bande dessinée française. Pour le film américain, voir Sergent la Terreur.
Sergent Laterreur est un personnage de bande dessinée inventé par Touïs et Frydman. Le nom Sergent la Terreur à l'origine était le titre d'un film de guerre américain de 1953, à l'époque de la guerre de Corée. Notre personnage, lui, a vu ses aventures publiées dans le magazine Pilote entre février 1971 (à partir du n° 590) et décembre 1973, donc en temps de paix pour la France.

## Équipement, armes et véhicules
Le sergent est presque en permanence en uniforme de l'armée de terre française à l'époque de sa publication : pantalon, blouson de type battle dress avec des poches de poitrine, cravate, calot (aussi appelé « bonnet de police ») et chaussures indéfinissables. Le tout couleur kaki (ce qui signifie poussière en Inde). Même lorsqu'il est dans un milieu très différent de sa caserne (au front, en mer, dans la jungle, dans le désert, etc.) il conserve la même tenue. Il ne change jamais de couvre-chef : ni casque d'acier, ni casque colonial, ni chapeau de brousse etc. Sa seule concession aux conditions météorologiques est une écharpe violette qu'il porte l'hiver, dans un paysage couvert de neige, ou à la montagne. On le voit aussi parfois en pyjama à rayures verticales, souvent dans son lit lorsqu'il s'éveille en sursaut d'un cauchemar, ou qu'il est hospitalisé.
Le sergent sait se servir d'absolument tous les types d'armes existantes : revolver, fusil, baïonnette, mitraillette, grenade, mitrailleuse, canon antiaérien, obusier, bazooka etc. Avec les armes lourdes, il vise juste, grâce à un entraînement intensif. Avec les armes légères il a parfois des soucis : 
- Dans une aventure, il se blesse lui-même en jonglant avec son revolver pour impressionner le soldat, mais le laisse tomber à terre et un coup part.
- Dans une autre aventure, le recul du fusil qu'il manie est tellement fort, par rapport à sa taille modeste, qu'il le propulse en arrière dans une cible.
- Dans une autre encore, il force le soldat, à le saluer, ignorant qu'il tenait entre ses mains une grenade dégoupillée, et est blessé par l'explosion de la grenade.

De même, il sait piloter tous les véhicules que la générosité du contribuable permet aux militaires de s'offrir : jeep, tank, hélicoptère, bombardier, bateau de guerre... On ne le voit toutefois jamais aux commandes d'un avion de chasse ni d'un sous-marin. 

## Milieu et fréquentations
Le sergent vit à la caserne, jamais son nom n'est mentionné, ni celui de la ville de garnison où elle est située. Il y a sa chambre individuelle et son bureau. Il semble n’avoir pas de famille hormis l’armée. À Noël il reçoit une lettre avec satisfaction  mais on ne sait pas si c'est d'une bonne amie. On peut imaginer qu'une épouse lui écrirait plus d'une lettre par an ? Et puis, étant cadre, il aurait théoriquement le droit de loger à l'extérieur de la caserne avec sa famille.
Son souffre-douleur attitré est un énorme soldat, aussi large que haut, qu'il n'appelle jamais par son nom ni même son grade, mais nomme "5e compagnie". Le soldat vit également à la caserne. On hésite à appeler « dortoir » sa chambre puisqu’il y est seul. Le soldat a pourtant une famille (parents, femme et enfants) qui lui rend visite pour Noel au nez et à la barbe du sergent. Mais étant homme du rang, il a l'obligation de vivre à la caserne.
Vivent également à la caserne de nombreux officiers supérieurs (major pour le moins gradé) voire généraux. Apparemment, il n'existe pas dans cette armée d'officier subalterne, comme un capitaine ou un (sous-) lieutenant, ni de sous-officier supérieur, comme un sergent-chef ou un adjudant (-chef). Les officiers supérieurs laissent le sergent faire ce qu'il veut (notamment brimer le soldat la plupart du temps, mais parfois ils lui donnent des ordres qu'on ne découvre que par leur réalisation.
Les officiers sont immatures, égoïstes, jouisseurs, lâches (ils n’hésitent pas à indiquer à l’ennemi les coordonnées du sergent pour que leurs tirs évitent leur poste de commandement). Ils briment souvent le sergent, qui à son tour se venge sur le soldat. Le sergent est vantard, tatillon, imbu de sa personne et de la parcelle d’autorité qu’il détient. Le soldat, lui, a toutes les qualités : patient (il le faut, avec ce petit excité de sergent), persévérant, fidèle, courageux (souvent il se bat seul contre l'ennemi), malin (il parvient parfois à tromper la vigilance du sergent)…
Le sergent vit en temps de paix la plupart du temps, d'où ses mesquineries de la vie de caserne envers le soldat. Mais il ne vit que dans l'espoir de la guerre. Parfois celle-ci est déclarée, à sa grande joie, mais on ne connait pas le nom du pays ennemi. Le sergent se bat alors avec enthousiasme, sauf lorsque la situation est désespérée, ce qui lui arrive souvent, vu qu'avec la cinquième compagnie il est tout seul à se battre contre toute l'armée ennemie ! Il lui arrive même parfois de se rendre quand il est encerclé.

## Mise en page
La préface de l’album de 1976 évoque « la souveraine liberté, et la souveraine beauté » du trait. La nouveauté du graphisme vaut à Touïs d'obtenir le prix Phoenix, tandis que les scénarios obtiennent le prix Saint Michel du meilleur scénario satirique. La réédition de l'album à L'Association en 2006 recevra le prix du patrimoine au Festival d’Angoulême en 2007.
La mise en page se distingue par quatre caractéristiques :
- Les aventures sont courtes, la plupart du temps deux planches.
- La forme des cases n’est absolument pas figée. Parfois elles ne sont pas rectangulaires mais rondes. Parfois une case occupe toute une planche, surtout en « gag » final de l’histoire.
- Chaque aventure a une couleur dominante, que ce soit celle du ciel ou celle du paysage. Toutes les couleurs sont essayées successivement (bleu, blanc, rouge, jaune, rose, orange, kaki, marron, gris…) ce qui donne une tonalité souvent « psychédélique » au dessin.
- Les textes sont écrits souvent très gros, en proportion des hurlements du sergent, si gros que parfois ils débordent de la case, obligeant le lecteur à un effort pour les déchiffrer, surtout que le sergent n’articule pas quand il crie (ainsi, « Garde à vous » devient « Aouuu ! »). Ce procédé est aussi utilisé pour les bruits d'explosion ("Baoum !" etc) lorsque la guerre fait rage. Un commentateur a écrit que "cette BD est certainement la plus bruyante qui ait jamais existé."[3]

## Albums
- Sergent Laterreur, DistriBD (Belgique), 1976[4].
- Sergent Laterreur, Dargaud (Belgique), 1981.
- Sergent Laterreur, L'Association, 2006.